# Fernando Solórzano
Fernando José Solórzano Díaz Granados (Cartagena de Indias, 14 de junio de 1963) es un actor colombiano de cine y televisión. Es también Comunicador Social y Periodista de la Universidad Externado de Colombia.

## Biografía
Nació en Cartagena, pero creció y pasó toda su infancia en Cali y parte de su adolescencia en Villanueva (La Guajira).
En 1990, participó en uno de los papeles de uno los músicos de la orquesta, "Los diablos del Caribe" en la telenovela, Música maestro con Fernando González Pacheco dirigida por David Stivel. Luego siguió actuando en 1995 en la telenovela de Magdalena la Rotta, Solo una mujer, interpretando a Nelson Sánchez.
También hacia apariciones esporádicas en la comedia de Caracol, Tentaciones.
Antes de participar en la producción Amores y delitos en (1995), participó en una película llamada La mujer del piso alto (1997). Otras películas en que las que ha participado son: Posición viciada (1997), Juana tenía los pelos de oro (2006) y Pena máxima (2001).
Dos años más tarde haría parte de la telenovela con el nombre de la canción, Juliana, qué mala eres (1998), interpretando el papel de Jesús. La telenovela fue dirigida por Germán Porras. El año siguiente saltaría a la fama haciendo el papel de Bernardo Caparroso, haciendo parte del destacado elenco de la telenovela, Perro amor protagonizada por Julián Arango y dirigida por Sergio Osorio.
En 1999, hizo su primer protagónico junto a Flora Martínez en la exitosa película Soplo de vida, donde también actuó su amigo Robinson Díaz.
Luego de éxitos tras éxitos, en 2001 actuaría en una de las telenovelas más exitosas de la televisión colombiana, Pedro el escamoso, protagonizada por Miguel Varoni y Sandra Reyes. Ese mismo año actuó en las película La pena máxima, en la que interpretaba a Gutiérrez, y además participó en la película, Bogotá 2016.
En 2003, participó en la película El carro, interpretando el papel de un comprador de vehículos usados.
El año siguiente, pisaría con pie izquierdo, protagonizando junto a Cristina Umaña la película dirigida por Antonio Dorado El rey, basada en la adaptación de la historia de uno de los primeros traficantes de cocaína en Colombia (originalmente conocido como 'El Grillo'): Pedro Rey. La película cuenta los inicios de Pedro Rey en 1964, cómo pasaría de tener un simple negocio a ser un traficante de droga, y cómo lograría cambiar el destino de la ciudad de Cali.
En 2004, Fernando actuó en una de las series colombianas más exitosas de todos los tiempos, La saga, negocio de familia por el canal Caracol, interpretando el papel de Aquilino Camargo, donde formó parte de un muy destacado elenco de actores de la talla de Robinson Díaz, Frank Ramírez y Ronald Ayazo. Ambas series fueron transmitidas por, ese mismo año actuaría en la película Perder es cuestión de método.
Tras varios años de éxitos seguidos, en 2008 actuaría en la serie del Canal Caracol, El cartel, basada en el libro El cartel de los sapos, del exnarcotraficante Andrés López López, la cual relata el mundo del narcotráfico en Colombia y uno de los carteles de droga más peligrosos del mundo: El Cartel del Norte del Valle. En esta serie hace del papel de Óscar Cadena, el mayor del clan de los Cadena y jefe supremo del Cartel del Pacífico.
Participó en la telenovela, Vecinos del canal Caracol, donde volvió a actuar con Robinson Díaz. En esa producción Fernando interpretaba a Henry, un hombre que trabaja en los juzgados, el mejor amigo y consejero de su amigo Óscar, que trabaja como taxista y se hace millonario al ganar la lotería. Su última producción fue en la película de humor, El man, que se estrenó en los cines de Colombia, el 23 de enero de 2009, en la cual era el protagonista como El villano junto a Bernardo García quién interpretaba a El héroe. Fue la quinta película en la que participaba.
A finales de 2009, realiza el protagónico del narcotraficante Braulio Bermúdez, en la telenovela de Caracol Las muñecas de la mafia, basada en el libro del exnarcotraficante Andrés López López Las Fantásticas, con actuaciones de Angélica Blandón, Yuly Ferreira, Andrea Gómez, Alejandra Sandoval, Caterin Escobar como las muñecas y con la actuación especial de Amparo Grisales, actuó en la exitosa novela El secretario y en la serie Made in Cartagena.
En abril de 2011, protagonizó la producción teatral Hombre con hombre, mujer con mujer, con la actriz Marcela Carvajal, dirigida por el maestro polaco Pawel Nawichi y escrita por Dago García. En ella obra encarnaba a Gonzalo un hombre tranquilo, comprensivo y mesurado que está casado con Marcela, una mujer desconfiada que se sirve de sus estudios en psicología para hacer confesar a su esposo supuestas infidelidades.

## Filmografía

### Televisión
| Año       | Título                                 | Personajes                         |
| --------- | -------------------------------------- | ---------------------------------- |
| 1990      | Si nos dejan                           | Fernando                           |
| 1990      | La vorágine                            | Doctor                             |
| 1990-1991 | Música maestro                         | Facundino                          |
| 1991-1992 | La vida secreta de Adriano Espeleta    | Secuáz                             |
| 1991-1992 | Bendita mentira                        | Mariano                            |
| 1993      | María María                            | Antonio Fuentes                    |
| 1993-1994 | Dulce ave negra                        | "El Flaco"                         |
| 1993-1994 | Solo una mujer                         | Nelson Sánchez                     |
| 1995      | Conjunto cerrado                       | Jorge                              |
| 1996      | Pa machos                              | Manuel                             |
| 1997      | Tentaciones                            |                                    |
| 1997      | Juliana, ¡qué mala eres!               | Jesús                              |
| 1998      | Los Gil                                | Bruno                              |
| 1998-1999 | Perro amor                             | Bernardo Caparroso                 |
| 1999      | Julius                                 | Carlos                             |
| 2000      | Adónde va Soledad                      | Darío Vásquez                      |
| 2000-2001 | Se armó la gorda                       | Jaime Monsalve                     |
| 2001-2003 | Pedro el escamoso                      | René                               |
| 2002      | Historias de hombres solo para mujeres | Juan                               |
| 2003      | Así es la vida                         | Quique                             |
| 2004      | Cómo pedro por su casa                 | René                               |
| 2004-2005 | La saga, negocio de familia            | Aquilino Camargo/Chicanero Arzuaga |
| 2004-2005 | Luna, la heredera                      | Danny                              |
| 2005-2006 | El baile de la vida                    | Marcos Benítez                     |
| 2006      | Séptima puerta                         | Iván (Hombre del saco negro)       |
| 2006-2007 | Hasta que la plata nos separe          | Giovanni Parra                     |
| 2007-2008 | Pocholo                                | Nicolás Larrea                     |
| 2008      | El cartel                              | Óscar Cadena                       |
| 2008      | Sin retorno                            | Jhonny                             |
| 2008-2009 | Vecinos                                | Henri Jonás Patarroyo              |
| 2008-2009 | La Pasión según nuestros días          | Ortega                             |
| 2009      | Sin retorno 2                          | Gutiérrez                          |
| 2009-2010 | Las muñecas de la mafia                | Braulio Bermúdez                   |
| 2010      | Tierra de cantores                     | Ángel María Oñate                  |
| 2011      | Confidencial                           | Gerardo                            |
| 2011-2012 | El secretario                          | Franklin                           |
| 2011-2012 | Los canarios                           | Él mismo                           |
| 2013      | El Señor de los Cielos                 | Óscar Cadena                       |
| 2014      | La selección                           | Juan Manuel Bello                  |
| 2014      | Bazurto                                | Harvey Noriega                     |
| 2014      | La viuda negra                         | «El Guaguanco»                     |
| 2014-2015 | Niche                                  | Roberto Jordán «el Tigre»          |
| 2016      | Sinú, río de pasiones                  | Ortega                             |
| 2016-2017 | El Chema                               | Óscar Cadena                       |
| 2018      | Pasajeros la serie                     | Sargento                           |
| 2018      | Nadie me quita lo bailao               | Carlos                             |
| 2018-2019 | La ley del corazón 2                   |                                    |
| 2019      | Las muñecas de la mafia 2              | Braulio Bermúdez                   |
| 2019      | Los Briceño                            | Octavio                            |
| 2020      | Perdida                                | Quitombo                           |
| 2022      | Las Villamizar                         | Horacio Cuervo                     |
| 2022      | Punto final                            | Policía                            |
| 2022      | La Reina del Sur                       | Padre Gonzalo Perea                |
| 2025      | La casa de los famosos Colombia        | Participante                       |

## Cine
- 1995: De amores y delitos:El alma del maíz
- 1995: Instrucciones para robar una motocicleta
- 1996: La mujer del piso alto
- 1997: Posición viciada
- 1999: Es mejor ser rico que pobre, Roberto
- 1999: Soplo de vida, Emerson Roque Fierro
- 2001: La pena máxima, Gutiérrez
- 2001: Bogotá 2016
- 2003: El carro, comprador de coche
- 2004: Perder es cuestión de método
- 2004: El rey, Pedro Rey
- 2005: El trato
- 2006: Una simple historia de amor
- 2006: Mala muerte
- 2006: Las cartas del gordo
- 2006: Juana tenía el pelo de oro
- 2007: Hacia la oscuridad, Humberto Pompeo
- 2008: Yo amo a Ana Elisa
- 2008: El Man, Federico Rico, el villano
- 2012: La captura, Álvaro Salcedo
- 2012: El Cartel de los Sapos, Óscar Cadena
- 2016: El Paseo 4, Gustavo Cucalon
- 2018: La caleta, Carlos
- 2020: Harmonie,[6] don Carlos

### Teatro
- El farsante más grande del mundo
- Hombre con hombre, mujer con mujer

## Premios y nominaciones

### Premios India Catalina
| Año  | Categoría                                    | Telenovela o serie      | Resultado |
| ---- | -------------------------------------------- | ----------------------- | --------- |
| 2010 | Mejor actor protagónico de serie             | Las muñecas de la mafia | Nominado  |
| 2008 | Mejor actor antagónico de telenovela o Serie | Pocholo                 | Nominado  |

### Premios TVyNovelas
| Año  | Categoría                             | Telenovela o serie      | Resultado |
| ---- | ------------------------------------- | ----------------------- | --------- |
| 2015 | Mejor actor de reparto de telenovela  | Niche                   | Nominado  |
| 2012 | Mejor actor de reparto de telenovela  | El secretario           | Nominado  |
| 2010 | Mejor actor protagónico de telenovela | Las muñecas de la mafia | Nominado  |

### Premios Talento Caracol
| Año  | Categoría              | Telenovela o serie | Resultado |
| ---- | ---------------------- | ------------------ | --------- |
| 2015 | Mejor Actor Villano    | Bazurto            | Nominado  |
| 2012 | Mejor Actor            | El secretario      | Nominado  |
| 2005 | Mejor Actor de Reparto | Luna, la heredera  | Ganador   |

### Otros premios obtenidos
- Premio Nogal de Oro a Actor destacado.